# Ryōta Doi
Ryōta Doi (japanisch 土井 良太 Doi Ryōta; * 27. August 1987 in der Präfektur Hyōgo) ist ein japanischer Fußballspieler auf der Position eines Stürmers.

## Karriere
Doi erlernte das Fußballspielen in der Schulmannschaft der Kobe Koryo Gakuen High School. Seinen ersten Vertrag unterschrieb er 2006 bei Vissel Kobe. Der Verein spielte in der zweithöchsten Liga des Landes, der J2 League. Am Ende der Saison 2006 stieg der Verein in die J1 League auf. Für den Verein absolvierte er zwei Erstligaspiele. Danach spielte er bei Albirex Niigata (Singapur), Japan Soccer College, Arte Takasaki, Thespa Kusatsu, Grulla Morioka, AC Nagano Parceiro und Fujieda MYFC.